# 武汉四中·博学中学
武汉四中·博学中学，原名“武汉市第四中学”、“私立汉口博学中学”和“汉口博学书院”等，位于武汉市硚口区解放大道，是一所1899年建立的百年中学。

## 历史
创始于1899年，初名博学书院（英文：Griffith John Middle School），为英国基督教伦敦会所创办。1928年更名为私立汉口博学初级中学，1932年恢复高中，改称私立汉口博学中学，1938年武漢淪陷前，博學中學遷往四川江津，後又遷至重慶南岸背風鋪，與懿訓女中校董會聯合，組成「戰時聯合校董會」，而博學在漢口的校園，則成為日軍的野戰醫院。1946年博學中學遷回漢口。1952年改名为武汉市第四中学，2009年恢复原校名“博学中学”，新老校名同时挂牌。现其对外校名为“武汉四中 · 博学中学”，该校现为湖北省示范中学、武汉市优质高中；亦是全国体育名校之一。

## 校园代表

### 校树
银杏：其别名公孙树，寓意教师奉献自己为学生的未来铺道。正是与银杏一样具有奉献精神。

### 校花
桂花

## 著名校友
- 袁隆平[4]
- 林华宝
- 孙必干